# لاست ریور (کنتاکی)
لاست ریور (به انگلیسی: Lost River) یک منطقهٔ مسکونی در ایالات متحده آمریکا است که در شهرستان وارن، کنتاکی واقع شده‌است. لاست ریور ۱۶۷٫۰۳ متر بالاتر از سطح دریا قرار دارد.